# Сговио, Томас Иосифович
Томас Иосифович (Томмазо Джузеппович) Сговио (1916, Буффало, Нью-Йорк — 1997, Меса, Аризона) — американский художник, бывший коммунист, узник колымских лагерей ГУЛАГа.

## Биография
Отец Джозеф Сговио, американский коммунист итальянского происхождения, был по политическим причинам депортирован из США и приехал в СССР.
В 1935 году 19-летний Томас Сговио стал политическим иммигрантом в СССР, приехав к отцу в СССР. После этого он отказался от американского гражданства. Томас хотел в СССР продолжить своё художественное образование, но его не приняли ни в одну из художественных школ Москвы. Работал художником в журнально-газетном объединении. В 1937 году был арестован отец Томаса.
12 марта 1938 Томас обратился в посольство США для того, чтобы вернуть свой американский паспорт. Как только Сговио вышел из посольства, он был арестован органами НКВД. После ареста он был доставлен на тюрьму на Лубянку, а затем перевезён на чёрном вороне в Таганскую тюрьму. После обычного формального допроса, на котором следователя, похоже, в основном, интересовало его посещение посольства, он был приговорён тройкой ОСО к пяти годам ИТЛ как «социально-опасный элемент». Несколько лет спустя Сговио пытался добиться пересмотра своего дела; но прокурор, который рассматривал апелляцию, пришёл к выводу, что, так как «Сам Сговио не отрицает, что он подал заявление в американское посольство, поэтому я полагаю, что нет никаких оснований для пересмотра его дела».
Сговио был отправлен в эшелоне с другими заключенными во Владивосток. Сговио писал: «Наш поезд выехал из Москвы вечером 24 июня. Это было началом путешествия в восточном направлении, которое должно было продлиться в месяц. Я никогда не забуду этот момент. Семьдесят мужчин … рыдали». Из Владивостока он был этапирован на борту судна «Индигирка» в колымские лагеря.
В то время в лагерях группировки профессиональных преступников содержались вместе с другими заключёнными, включая политических, и властвовали над ними. Татуировки различных типов были одним из отличительных признаков профессиональных преступников. Сговио, как профессиональный художник, стал важным звеном татуировочного бизнеса в лагере. Некоторое время Сговио был также личным ординарцем старшего охранника в лагере. В другое время он был членом бригады на лесоповале. Сговио узнал о конфликте в Тихом океане во время Второй мировой войны из старых газет, в которые оказались завернуты детали машин, присланные в СССР по программе американской помощи Ленд-лизу и переданные в ГУЛАГ. Он был очевидцем, а позже и описал смертельный голод и гибель бесчисленных заключённых, жертв советского ГУЛАГа.
По окончании срока был задержан на Колыме до 1946, затем переехал в Александров. В 1948 г. он был повторно арестован и сослан на вечное поселение в Красноярский край (Богучанский район). Работал на лесоповале, в колхозе, в 1954 г. стал контролером кинотеатра, в том же году был освобождён из ссылки., но был вынужден оставаться в СССР.. После реабилитации в 1956 году он уехал в Москву, где работал художником.
В конце концов, только в 1960 году ему было разрешено вернуться в Соединённые Штаты. В своих мемуарах Dear America! Why I Turned Against Communism (Дорогая Америка! Почему я стал противником коммунизма), опубликованных в 1972 году Сговио рассказал о своем страшном опыте и колоссальной смертности в лагерях Дальстроя во время войны.
О его судьбе также рассказано в книге Тима Цулиадиса (Tim Tzouliadis) The Forsaken (Покинутый).
Александр Солженицын четырежды ссылается на воспоминания Сговио в «Архипелаге ГУЛАГ» и включил его в список свидетелей, опыт и материалы которых легли в основу книги.
Томас Сговио умер 3 июля 1997 в Месе, штат Аризона. После него осталась жена, два сына и дочь.

## Произведения
- Т. Сговио. Дорогая Америка! Почему я перестал быть коммунистом. Пер. с англ. Н. Медведевой, Д. Земцова, А. Наумова. [Италия: Без указания типографии]:  2010. 327 с. ISBN 5-00-002115-0